# Marten Vilijn Sr.
Marten Vilijn Sr. (Engels: Tom Riddle Sr.) is een personage uit de Harry Potterboeken van J.K. Rowling. Hij is de vader van Heer Voldemort.
Marten Vilijn Senior woonde in het dorpje Havermouth in Villa Vilijn samen met zijn vader Thomas en zijn moeder Mary. Omdat hij heel rijk was gedroeg hij zich zoals zijn ouders zeer arrogant. Hij wandelde vaak rond met zijn paard in het bos van Havermouth. Hierdoor werd hij opgemerkt door Merope Mergel, door wie hij stiekem werd aanbeden. Hij had blijkbaar een zeer knap uiterlijk, waar hij zich ook van bewust was. Op een dag besloot ze dan ook om hem onder het mom van 'een glas water' een liefdesdrankje toe te dienen. Marten werd passioneel 'verliefd' op haar, ze verhuisden, en Merope werd zwanger.
Waarschijnlijk besloot Merope op een bepaald moment dat ze haar man niet meer aan haar wilde binden door middel van magische middelen. Ze stopte met toedienen van liefdesdrankjes aan Marten omdat ze dacht dat hij ondertussen toch ook wel van haar hield en dat hij toch geen keuze had: hij moest zijn plichten als vader toch wel vervullen. Maar niks was minder waar, hij liet Merope alleen achter en keerde terug naar zijn geboortedorp waar hij vertelde dat Merope hem had 'bedrogen'.
Hij heeft nooit meer geïnformeerd naar zijn zoon en heeft hem ook maar één keer gezien. Dat was op de avond dat Marten Asmodom Vilijn oftewel Voldemort naar het huis van zijn vader en grootouders ging en de Avada Kedavra vloek gebruikte om hen alle drie te doden.

## Mergel familie
| Thomas Vilijn | Thomas Vilijn | Thomas Vilijn | Thomas Vilijn | Thomas Vilijn     | Thomas Vilijn     |                   |                   | Mary Vilijn           | Mary Vilijn       | Mary Vilijn | Mary Vilijn | Mary Vilijn   | Mary Vilijn   |               |               | Asmodom Mergel | Asmodom Mergel | Asmodom Mergel | Asmodom Mergel | Asmodom Mergel | Asmodom Mergel |               |               |               |               |
| Thomas Vilijn | Thomas Vilijn | Thomas Vilijn | Thomas Vilijn | Thomas Vilijn     | Thomas Vilijn     |                   |                   | Mary Vilijn           | Mary Vilijn       | Mary Vilijn | Mary Vilijn | Mary Vilijn   | Mary Vilijn   |               |               | Asmodom Mergel | Asmodom Mergel | Asmodom Mergel | Asmodom Mergel | Asmodom Mergel | Asmodom Mergel |               |               |               |               |
|               |               |               |               |                   |                   |                   |                   |                       |                   |             |             |               |               |               |               |                |                |                |                |                |                |               |               |               |               |
|               |               |               |               |                   |                   |                   |                   |                       |                   |             |             |               |               |               |               |                |                |                |                |                |                |               |               |               |               |
|               |               |               |               | Marten Vilijn Sr. | Marten Vilijn Sr. | Marten Vilijn Sr. | Marten Vilijn Sr. | Marten Vilijn Sr.     | Marten Vilijn Sr. |             |             | Merope Mergel | Merope Mergel | Merope Mergel | Merope Mergel | Merope Mergel  | Merope Mergel  |                |                | Morfin Mergel  | Morfin Mergel  | Morfin Mergel | Morfin Mergel | Morfin Mergel | Morfin Mergel |
|               |               |               |               | Marten Vilijn Sr. | Marten Vilijn Sr. | Marten Vilijn Sr. | Marten Vilijn Sr. | Marten Vilijn Sr.     | Marten Vilijn Sr. |             |             | Merope Mergel | Merope Mergel | Merope Mergel | Merope Mergel | Merope Mergel  | Merope Mergel  |                |                | Morfin Mergel  | Morfin Mergel  | Morfin Mergel | Morfin Mergel | Morfin Mergel | Morfin Mergel |
|               |               |               |               |                   |                   |                   |                   |                       |                   |             |             |               |               |               |               |                |                |                |                |                |                |               |               |               |               |
|               |               |               |               |                   |                   |                   |                   | Marten Asmodom Vilijn |                   |             |             |               |               |               |               |                |                |                |                |                |                |               |               |               |               |